# Monte Bondone
Monte Bondone är ett berg i nordöstra Italien. Toppen heter Palon och är belägen på 2 180 meters höjd över havet. På berget finns ett mindre skidsystem för utförsåkning som drivs av Trento Funivie. Det finns även ett antal spår för längdskidåkning (sci in fondo).
Närheten till universitetsstaden Trento gör att en stor del av lokalbefolkningen åker upp på berget över helgerna för att åka skidor eller bara ta en nypa luft och få lite miljöombyte. Under skidsäsongen går ett antal turer per dag med skidbuss från Trento upp till Vason, som är den högst belägna byn, där man kan köpa liftkort till skidsystemet. Det finns också planer på att bygga en linbana som ska gå direkt från Trento upp till toppen Palon, men något politiskt beslut om detta finns inte än.
Under 1970-talet var berget en känd charterort, inte minst bland svenska researrangörer. Sedan dess har mycket förfallit men nu har en återuppbyggnad påbörjats och regionen investerar mycket pengar i nya hotell och en stor upprustning av skidsystemet som kommer att ske inför säsongen 2008/2009.
I byn Vason ligger nybyggda Hotel Alpine Mugon (fyra stjärnor) som har en välkänd wellness-anläggning med pooler och flera olika typer av bastur.